# 181279 Iapyx
181279 Iapyx è un asteroide troiano di Giove del campo troiano. Scoperto nel 2006, presenta un'orbita caratterizzata da un semiasse maggiore pari a 5,1807958 UA e da un'eccentricità di 0,0628593, inclinata di 22,51612° rispetto all'eclittica.
L'asteroide è dedicato a Iapige, medico di Enea.